# Андросов, Василий Константинович
Василий Константинович Андросов — советский хозяйственный и государственный деятель, лауреат Государственной премии СССР за выдающиеся достижения в труде.

## Биография
Родился в 1940 году в Смоленском районе Алтайского края. Член КПСС.
В 1954—1958 — прицепщик, колхозник совхоза «Советская Россия» Смоленского района Алтайского края.
В 1958—1961 — военнослужащий пограничных войск КГБ СССР в Карельской АССР.
В 1961—2001 — механизатор, бригадир механизированной бригады на Октябрьском отделении, бригадир механизированной бригады Красноярского отделения совхоза «Советская Россия» Смоленского района Алтайского края.
За получение высоких и устойчивых урожаев зерновых и кормовых культур, внедрение интенсивных технологий их возделывания был в составе коллектива удостоен Государственной премии СССР за выдающиеся достижения в труде 1988 года.
Делегат XIX конференции КПСС.
Живёт в Смоленском.

## Награды
- Орден Трудового Красного Знамени (1973, 1983)